# Metabolismo de los carbohidratos
Se define como metabolismo de los glúcidos a los procesos bioquímicos de formación, ruptura y conversión de los glúcidos en los organismos vivos. Los glúcidos son las principales moléculas destinados al aporte de energía, gracias a su fácil metabolismo.
El glúcido más común es la glucosa: un monosacárido metabolizado por casi todos los organismos conocidos. La oxidación de un gramo de glúcidos genera aproximadamente 4 kcal de energía; algo menos de la mitad que la generada desde lípidos.
| Reacción global de la glucólisis                                                                      |
| --- |
| {\displaystyle \Longrightarrow } +                                                                    |
| Glucosa + 2NAD+ + 2ADP + 2{\displaystyle P_{i}\Longrightarrow } 2Piruvato + 2NADH + 2ATP + 2H+ + 2H2O |

La glucólisis o glicolisis (del griego glycos, azúcar y lysis, ruptura), es la vía metabólica encargada de oxidar la glucosa con la finalidad de obtener energía para la célula. Consiste en 10 reacciones enzimáticas consecutivas que convierten a la glucosa en dos moléculas de piruvato, el cual es capaz de seguir otras vías metabólicas y así continuar entregando energía al organismo.

## Gluconeogénesis

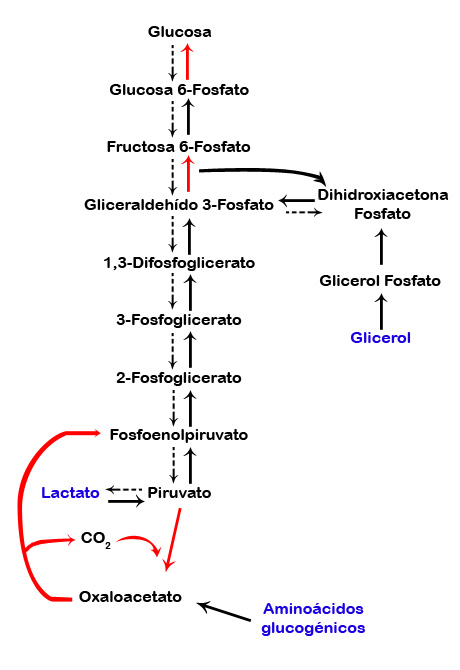
Nombres en azul indican los sustratos de la vía, flechas en rojo las reacciones únicas de esta vía, flechas cortadas indican reacciones de la glucólisis, que van en contra de esta vía, flechas en negrita indican la dirección de la gluconeogénesis.

La gluconeogénesis es la producción de nueva glucosa. Si la molécula no es necesitada inmediatamente se almacena bajo la forma de Glucógeno. Generalmente en personas con requerimientos de glucosa bajos (poca actividad física), el glucógeno se encuentra almacenado en el hígado pero este puede ser utilizado y metabolizado por 2 enzimas: la enzima desramificante y la glucógeno fosforilasa.
El proceso de gluconeogénesis se hace de muchas formas posibles, siendo las tres más importantes.

### Desde glicerol
El proceso empieza cuando el glicerol  (que viene desde el proceso de lipolisis) se fosforila para obtener así el glicerol 3 fosfato. Este proceso es catalizado por la enzima Glicerol Quinasa, el glicerol 3 fosfato se convierte en dihidroxiacetona fosfato (producto que también participa en la ruta anterior), este proceso es catalizado por la glicerol 3 fosfato óxido-reductasa, la dihidroxiacetona fosfato se convierte en fructuosa 1,6 bisfofato, ésta pasa a glucosa 6 fosfato por otra enzima (recordemos que este proceso es regulado por lo tanto tendría que regresar por una enzima más específica para este sustrato), la glucosa 6 fosfato se convierte en glucosa por medio de la Glucosa 6 Fosfatasa y así puede ser liberada a sangre en tejidos hipoglucemias como el hígado.

### Desde ácidos grasos (lípidos)
El mecanismo empieza cuando los ácidos grasos, mediante el proceso de lipidolísis, se degradan hasta propionato, luego éste mediante una serie de reacciones ingresa al ciclo de Krebs con ayuda de la molécula de Succinil S Coa (coenzima A) y luego pasa a fumarato, después a malato y es ahí en donde se produce un pequeño inconveniente; la membrana de la mitocondria no es permeable para malato. Debido a esto es que se tiene la respuesta a la pregunta de 'por qué es tan difícil bajar de peso'. Al no ser permeable a malato la célula tiene que ingeniársela para sacar esta molécula, así que la saca bajo la forma de oxal acetato en donde se producen las reacción anteriores hasta llegar a la glucosa.

### Desde lactato
El desplazamiento de las moléculas de lactato y piruvato (en condiciones de requerimiento de energía) esta hacia piruvato esto es realizado por la enzima lactato dehidrogenasa, desde pirúvico es casi imposible detener el proceso y este se carboxila (mediante la piruvato carboxilasa) para poder entrar a la mitocondria como oxal acetato. El oxal acetato pasa a Malato mediante la malato deshidrogenasa de tipo A, deacargando su protones sobre el NAD+, el Malato vuelve a Oxal acetato pero fuera de La mitocondria (debido a lo explicado anteriormente, de que el Malato no es permeable en mitocondria), mediante la malato deshidrogenasa tipo b, este pasa a Fosfo enol piruvato mediante la Fosfo enol Piruvato carboxi quinasa, para empezar nuevamente el proceso de Gluconeogenesis.

## También ver
- Glucogénesis
- Glucogenólisis
- Ruta de las pentosas fosfato
- Ciclo de Calvin
- Amilasa
- Glucosidasas
- Fermentación